# Fury (Marvel Comics)
 (novembre 2012).
Si vous disposez d'ouvrages ou d'articles de référence ou si vous connaissez des sites web de qualité traitant du thème abordé ici, merci de compléter l'article en donnant les références utiles à sa vérifiabilité et en les liant à la section « Notes et références ».
La Furie est un personnage de fiction apparaissant sous les traits d’un androïde dans les bandes dessinées publiées par Marvel Comics, comme un adversaire de super-héros.

## Historique
Créé par Alan Moore et Alan Davis comme antagoniste de Captain Britain, il apparait pour la première fois dans le magazine de bandes dessinées The Daredevils, en 1983.

## Biographie du personnage
Dans une autre dimension, Mad Jim Jaspers, un criminel qui peut manipuler la réalité, crée la Furie.
C’est un symbiote, c’est-à-dire un mélange de robotique et de matériau organique. Elle est destinée à détruire tous les super-héros.
Après avoir annihilé tous les héros, elle rejoint notre dimension pour détruire les surhumains mais Captain Britain la neutralise en détruisant son unité centrale.
La Furie se régénère et recommence à accomplir sa mission.

## Influences
The Gunslinger, personnage de Doctor Who créé par Toby Whithouse serait inspiré de The Fury selon Rich Johnston de BleedingCool.

## Pouvoirs et capacités
- Ses bras peuvent se transformer en canons à plasma.
- Elle peut projeter des flèches empoisonnées.
- Grâce à son corps motorisé, la Furie peut traverser facilement 1,50 m de béton.
- Elle se régénère en absorbant tous les matériaux à proximités; même ce qui est organique.
- Elle possède des dossiers listant tous les points forts et  points faibles de tous les super-héros.
- Elle peut détecter les surhumains partout dans le monde.
- Elle contrôle tous ce qui est électronique grâce à sa nanotechnologie.
- Elle possède une grande intelligence artificielle.